# Kadeem Latham
Kadeem Latham (* 13. Mai 1992 in Bridgetown, Parish Saint Michael) ist ein barbadischer Fußballspieler auf der Position eines Stürmers. Er ist ehemaliger Spieler der barbadischen Fußballnationalmannschaft und aktuell für den Wotton FC aktiv.

## Karriere

### Verein
Seine Vereinskarriere verbrachte Latham bislang in seiner barbadischen Heimat und begann seine Profikarriere 2010 im Kader des Vereins Paradise SC in der erstklassigen Premier League auf Barbados. In seiner Debütsaison belegte er an der Seite von Andre Bourne, Armando Lashley und Jason Boxhill mit der Mannschaft den sechsten Tabellenplatz. Auch in den folgenden Spielzeiten kam er mit der Mannschaft nicht über eine Platzierung dieses Platzes hinaus. Im Februar 2014 verließ er den Paradise SC und wechselte zum Ligarivalen Pride of Gall Hill FC, kehrte jedoch nach dem Ende der Saison zu seinen Heimatverein zurück. Über seine Vereinszugehörigkeit in den Jahren 2016 bis 2018 geben die Quellen keine Informationen. Ab Juli 2018 gehörte Latham den Kader des barbadischen Erstligisten Empire FC an und wurde vierter der laufenden Meisterschaft. Nach nur einen Jahr wechselte er abermals innerhalb der Liga zum Wotton FC, bei den er auch aktuell unter Vertrag steht. Einen Vereinstitel konnte Latham bisher nicht gewinnen. 

### Nationalmannschaft
Obwohl Latham bereits am 8. April 2011 in das Aufgebot berufen wurde, absolvierte er lediglich ein Länderspiel im Trikot der barbadischen Fußballnationalmannschaft. Im Freundschaftsspiel gegen die Auswahl des karibischen Inselstaates St. Vincent und die Grenadinen am 27. Mai 2011, wurde er in der 66. Minute für Richard Lavine eingewechselt.